# Giuliano Finelli
Giuliano Finelli (Carrara, 1601 – Roma, 16 de agosto de 1653) foi um escultor italiano do movimento Barroco. Era um dos aprendizes no estúdio de Bernini.

## Biografia
Giuliano nasceu em 1601, em uma família de mineradores de mármore na cidade de Carrara, associada com um tipo específico de mármore, bastante apreciado na decoração de interiores e na escultura. Interessado em arte desde pequeno, ele inicialmente foi aprendiz de Michelangelo Naccherino. Foi por alguns anos aprendiz e assistente no estúdio de Bernini, tendo colaborado em várias obras com alto nível de detalhes.
Os dois se desentenderam em 1629, depois de Giuliano se sentir desrespeitado após a encomenda da estátua de Santa Helena, que ficaria no cruzeiro da Basílica de São Pedro, ter sido entregue a Andrea Bolgi, outro aprendiz de Bernini. Giuliano também ficou ressentido pela falta de reconhecimento dos detalhes por ele esculpidos na obra Apolo e Dafne, de Bernini. Por algum tempo, após sair do estúdio de Bernini, trabalhou sozinho, muitas vezes com o auxílio de Pietro da Cortona.
A diferença entre Bernini e Giuliano Finelli é pequena. Giuliano era mais meticuloso e detalhista ao esculpir pequeninos detalhes em mármore, que fazem a diferença em uma obra, mas que pode tirar a atenção do observador da figura retratada. Bernini não prestava muita atenção a bordados, tecidos, detalhes de joias, estando mais centrado nas feições e drama de suas obras. A diferença pode ser observada nos bustos do cardeal Scipione Borghese, que frequentemente contratava artistas. Enquanto a obra de Bernini tem vida e movimento, a de Finelli é mais sóbria, de olhar para baixo.
Nos anos após sua saída do estúdio de Bernini, Giuliano se mudou para Nápoles com seu pupilo e sobrinho, Domenico Guidi. Giuliano ficou conhecido na cidade por seus vários bustos e estátuas na Capela Real do Tesouro de São Januário e da Catedral de Nápoles. Também ficou conhecido por sua rixa com o escultor rival Cosimo Fanzago e a disputa por encomendas.

## Morte
Giuliano morreu em Roma, em 16 de agosto de 1653, aos 52 anos.

## Galeria

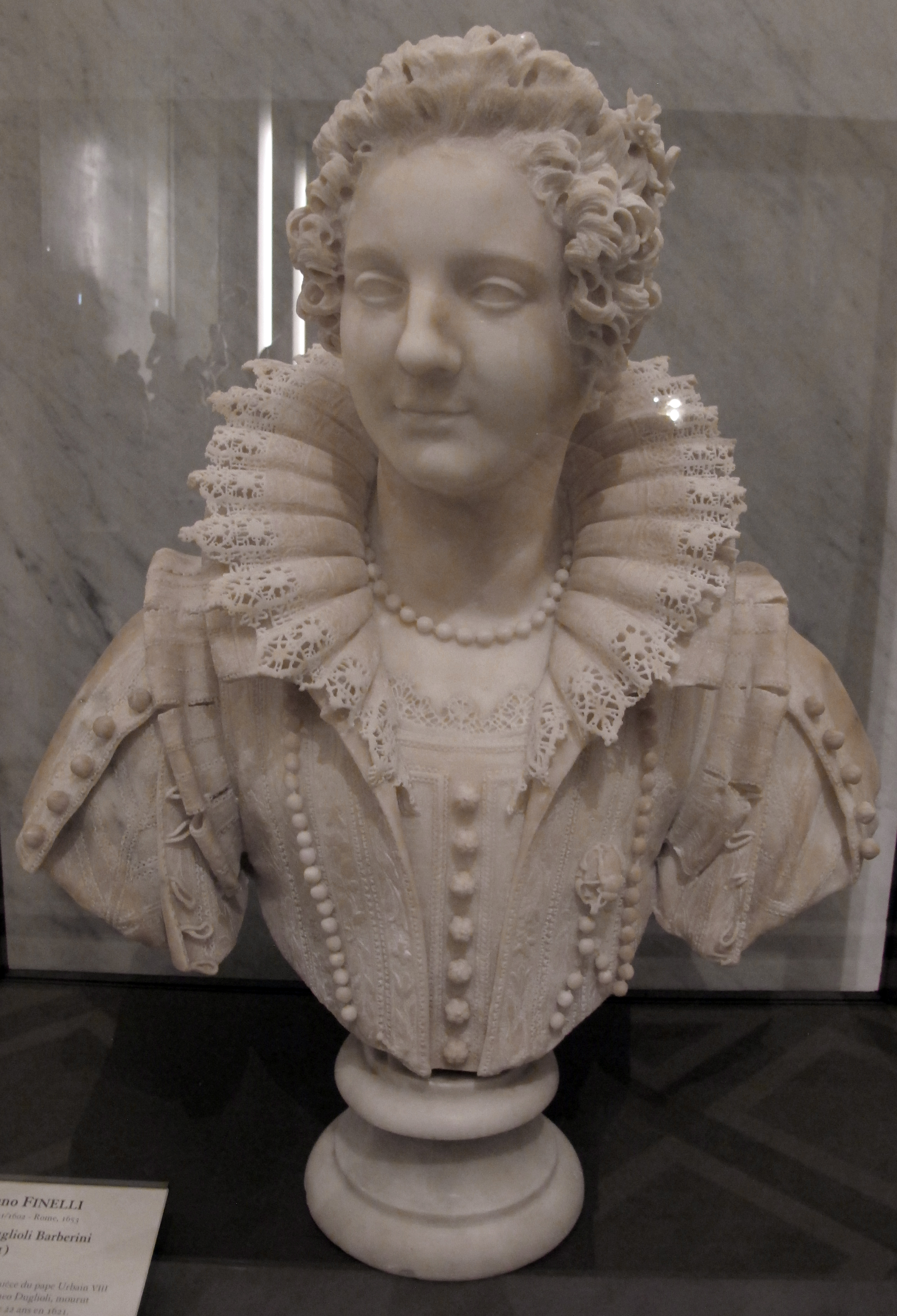
Busto de Maria Duglioli Barberini, 1626
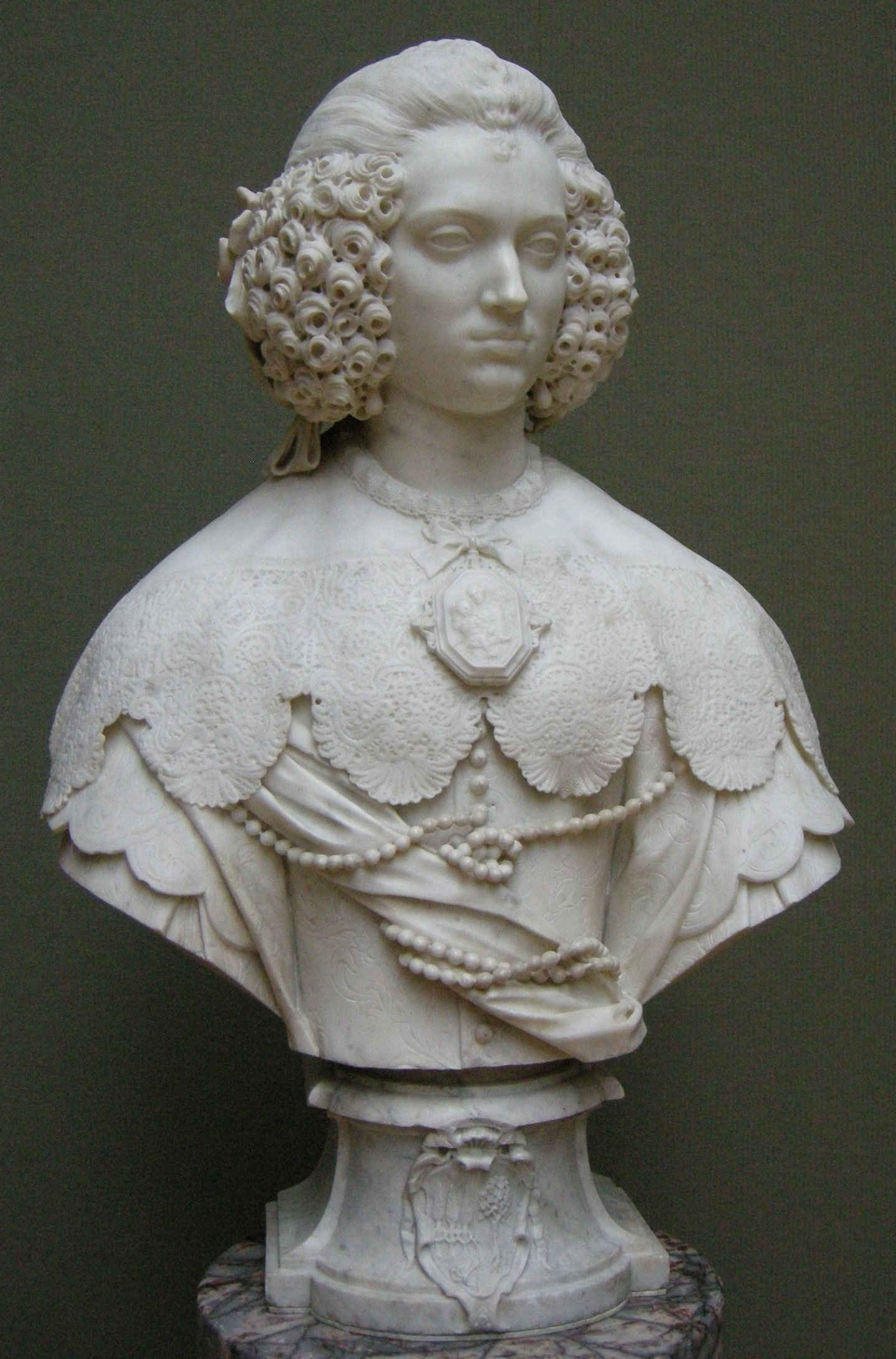
Busto de Maria Cerri Capranica, 1637
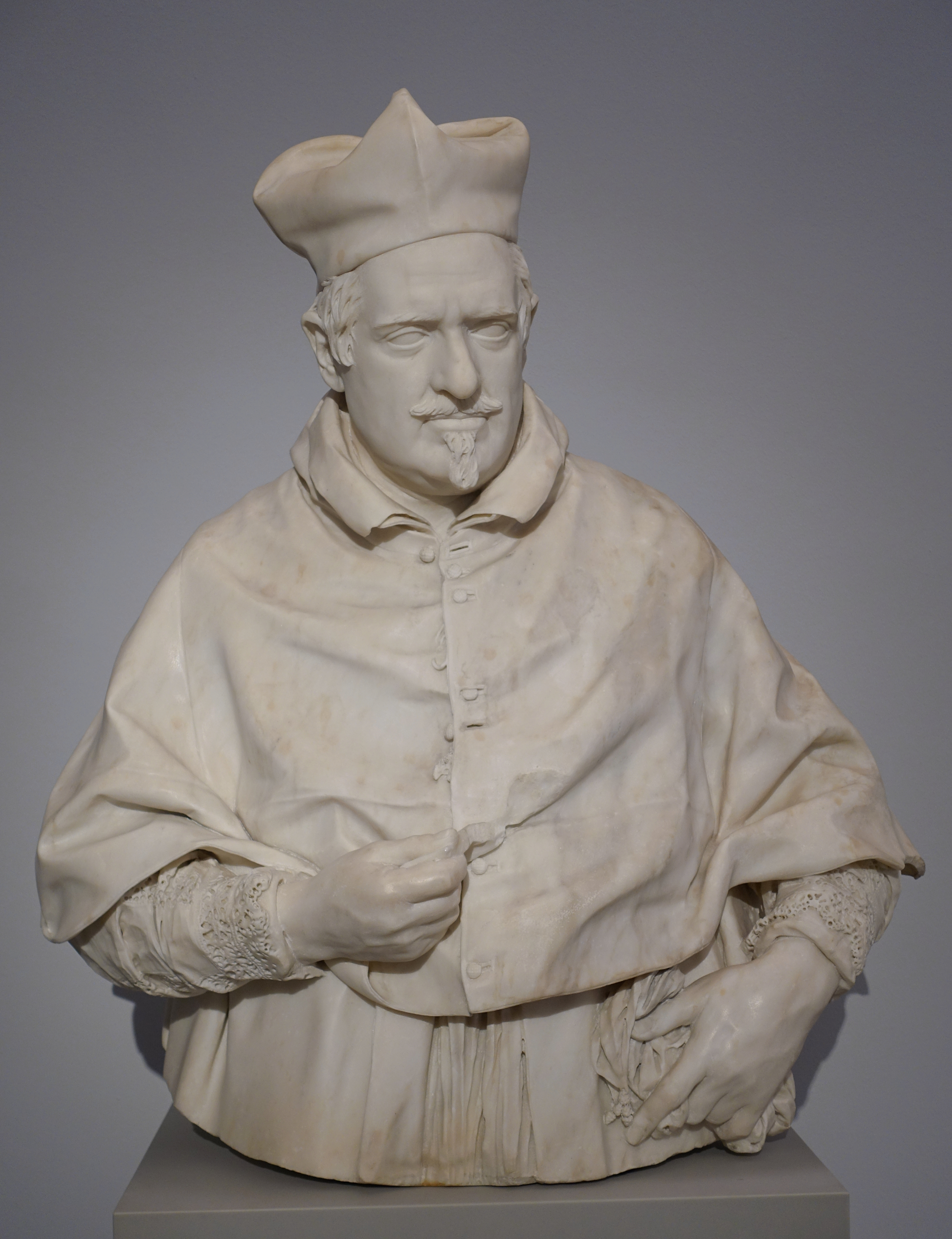
Busto do Cardeal de Montalto
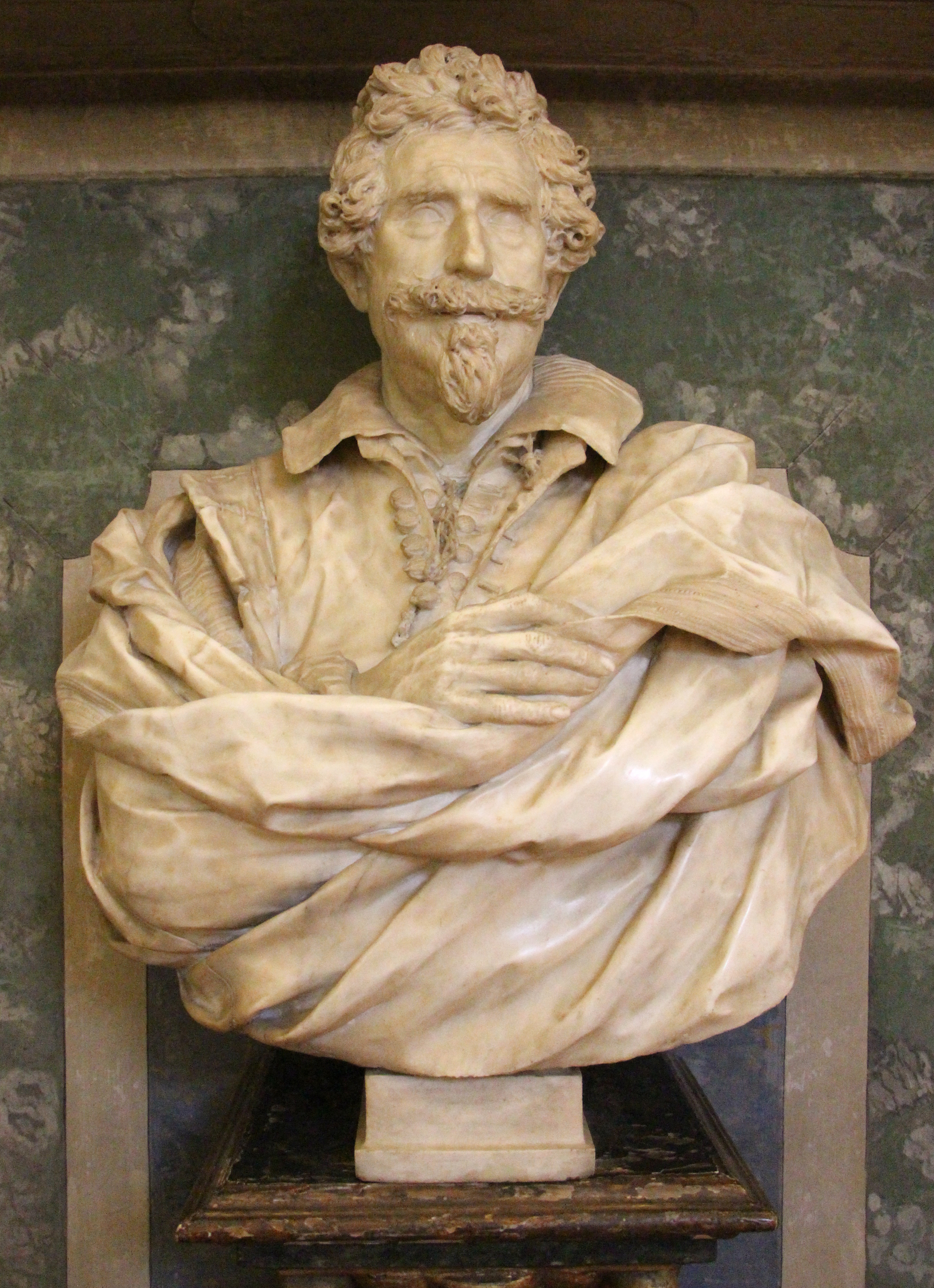
Busto de Michelangelo il Giovane
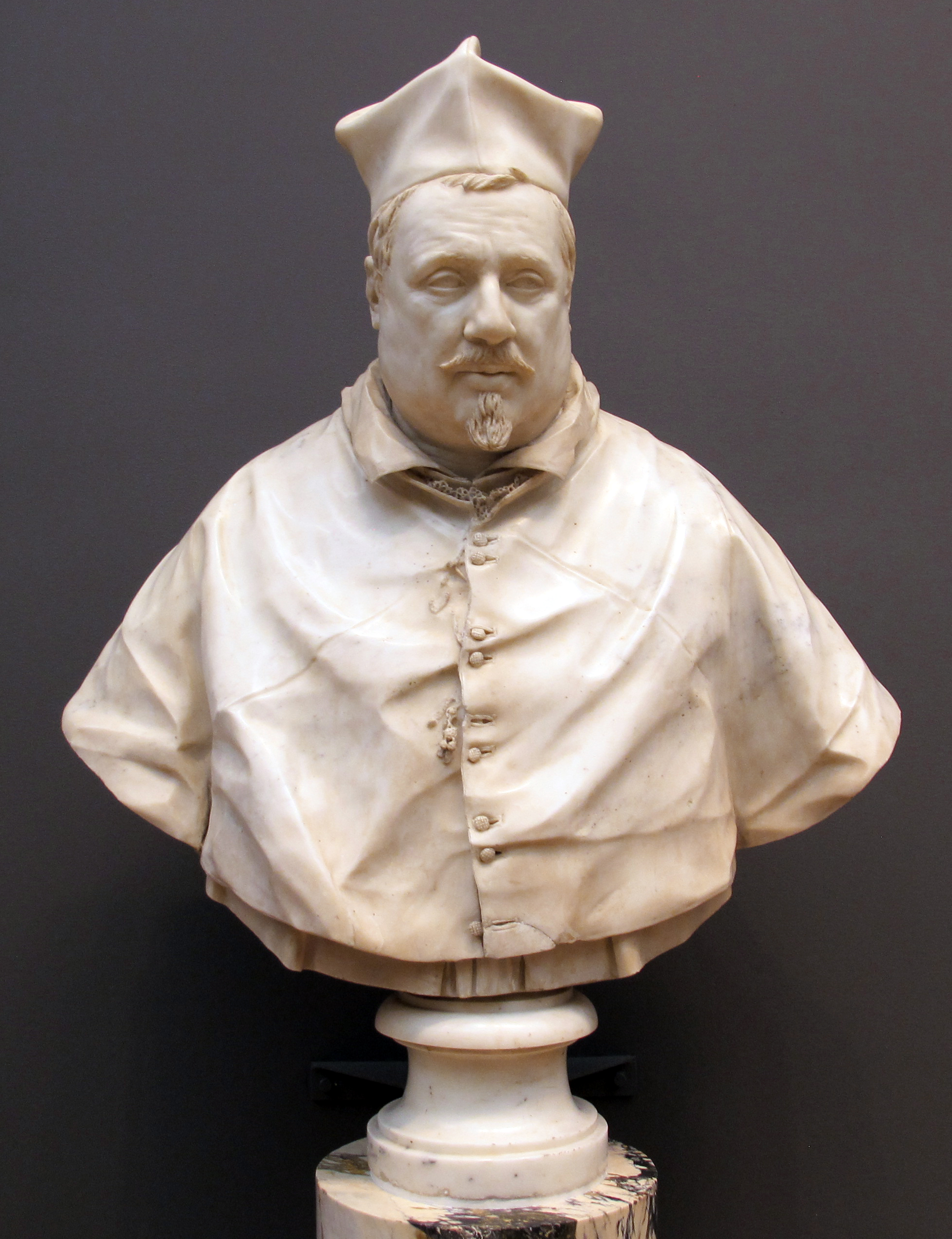
Busto do Cardeal Scipione Borghese, 1632